# Liste des édifices labellisés « Architecture contemporaine remarquable » de la Charente
Cet article recense les édifices labellisés « Architecture contemporaine remarquable » de la Charente, en France.
Le label « Architecture contemporaine remarquable » remplace depuis 2016 l'ancien label « Patrimoine du XXe siècle ». Il ne prend en compte que des édifices de moins de 100 ans à la date de labellisation, et qui ne sont pas protégés comme monuments historiques.
Au début 2024, la Charente compte 4 édifices ainsi labellisés.

## Liste
| Monument                                                                | Commune     | Adresse                              | Coordonnées                      | Notice     | Date | Illustration                                                            |
| ----------------------------------------------------------------------- | ----------- | ------------------------------------ | -------------------------------- | ---------- | ---- | ----------------------------------------------------------------------- |
| École élémentaire Mario-Roustan                                         | Angoulême   | 42 place Mulac Faubourg Saint-Cybard | 45° 39′ 29″ nord, 0° 08′ 51″ est | ACR0000945 | 2015 | Image manquante Téléverser                                              |
| Résidence Les Terrasses d'Aegyptos : pyramides Louqsor et Assour        | Angoulême   | 1-3 rue d'Alexandrie                 | 45° 37′ 41″ nord, 0° 09′ 02″ est | ACR0001662 | 2021 | Image manquante Téléverser                                              |
| Vaisseau Mœbius, Cité internationale de la bande dessinée et de l'image | Angoulême   | 121 rue de Bordeaux                  | 45° 39′ 10″ nord, 0° 09′ 01″ est | ACR0001549 | 2020 | Vaisseau Mœbius, Cité internationale de la bande dessinée et de l'image |
| École élémentaire Marie-Curie                                           | La Couronne | 26 bis avenue de la Gare             | 45° 36′ 22″ nord, 0° 05′ 53″ est | ACR0000946 | 2015 | Image manquante Téléverser                                              |